# Stinson Aircraft Company

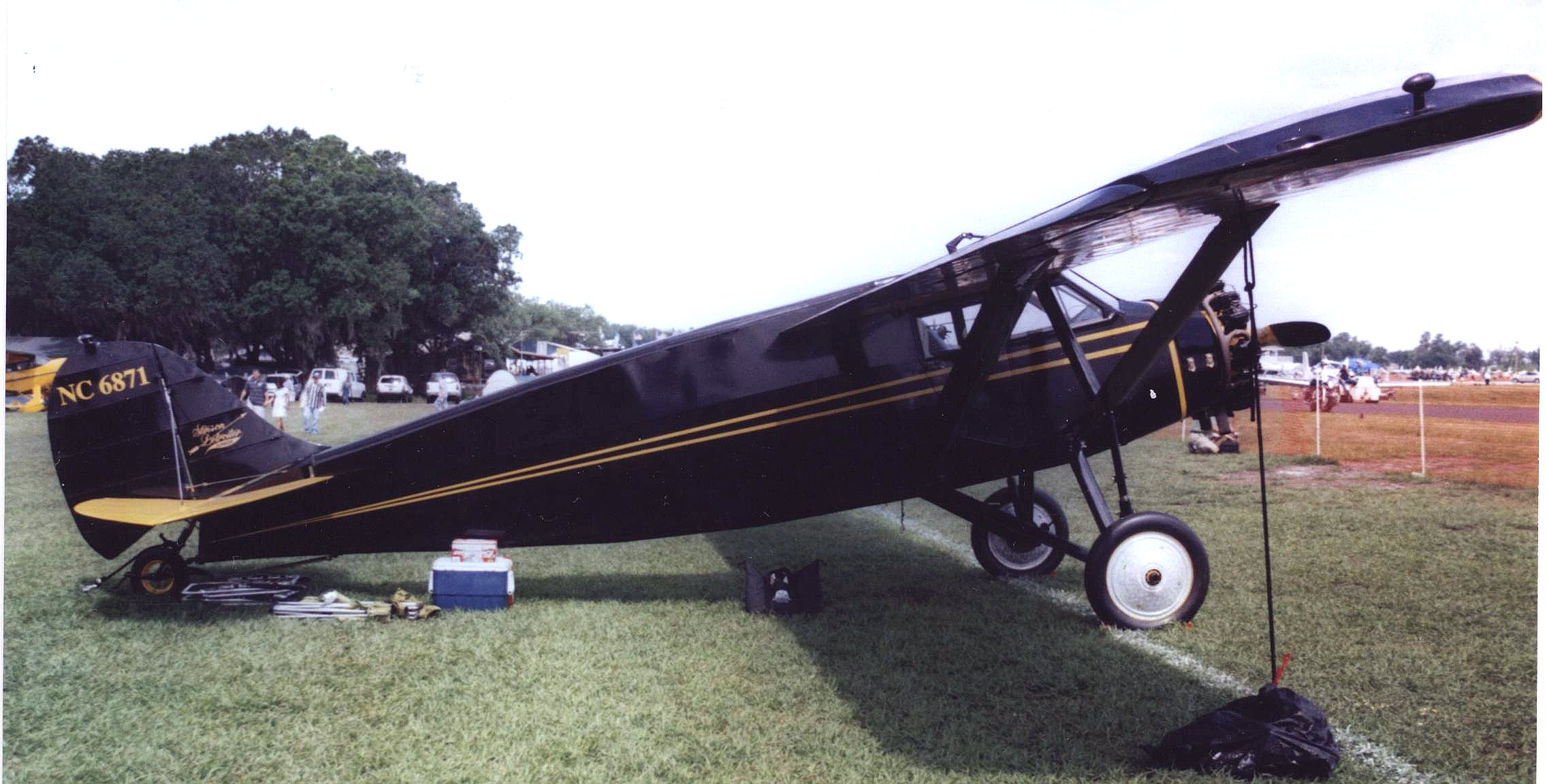
Um Stinson SM-2 Junior construído em 1928 em Lakeland, Flórida, abril de 2007

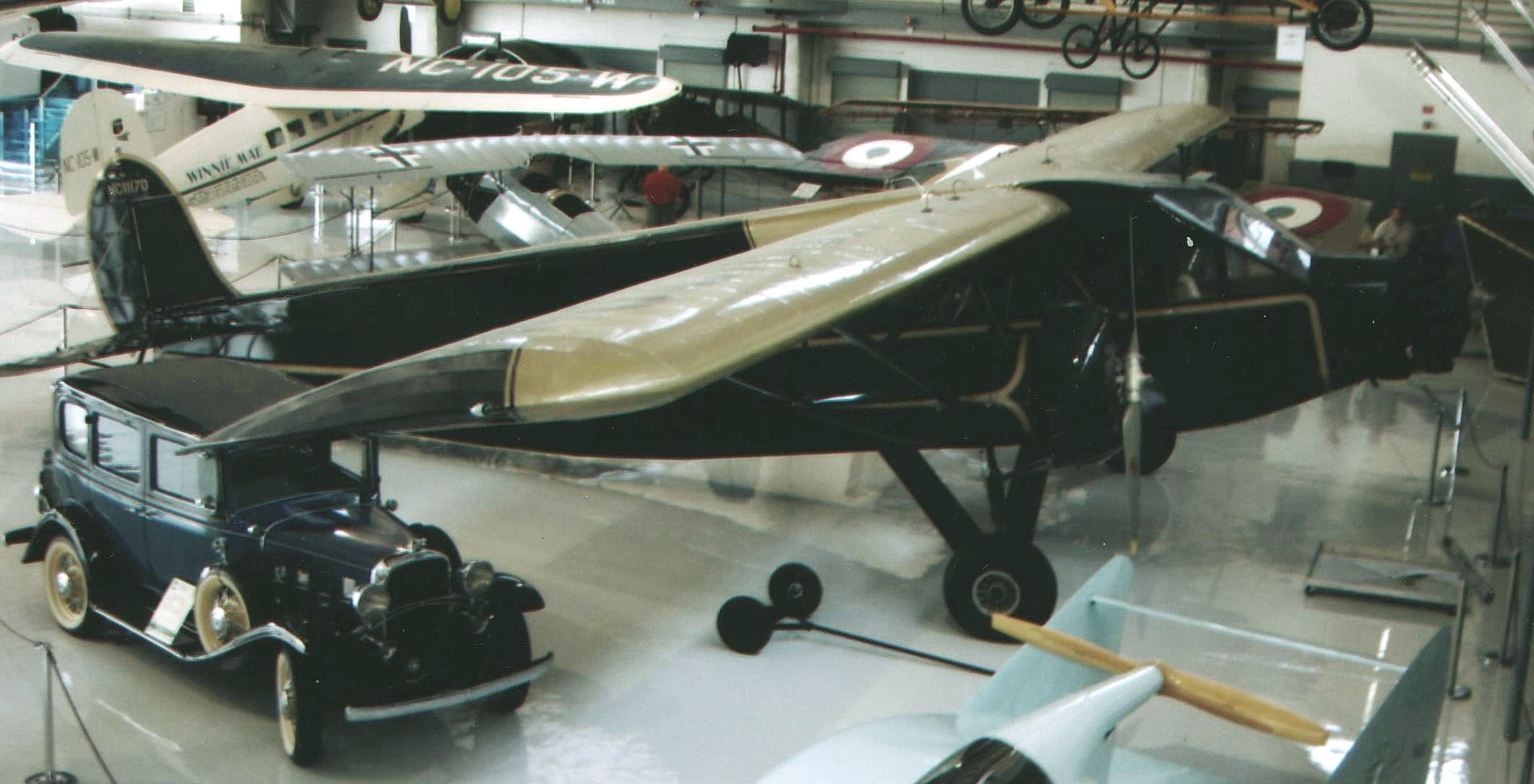
Um trimotor Stinson SM-6000B Airliner de 1931 em condições aeronavegáveis no Museu Weeks em Polk City, Flórida, abril de 2007

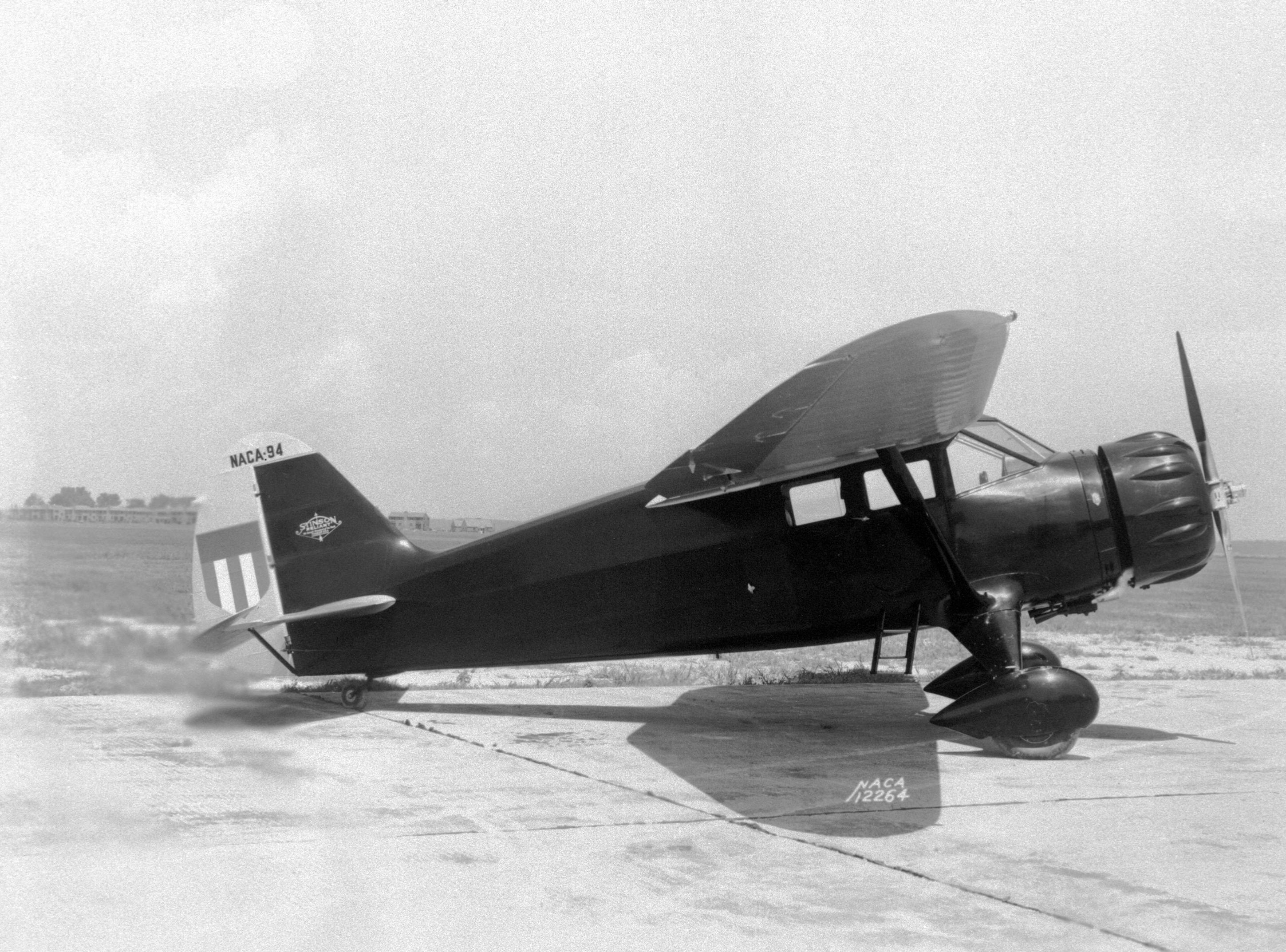
Um Stinson Reliant de 1936

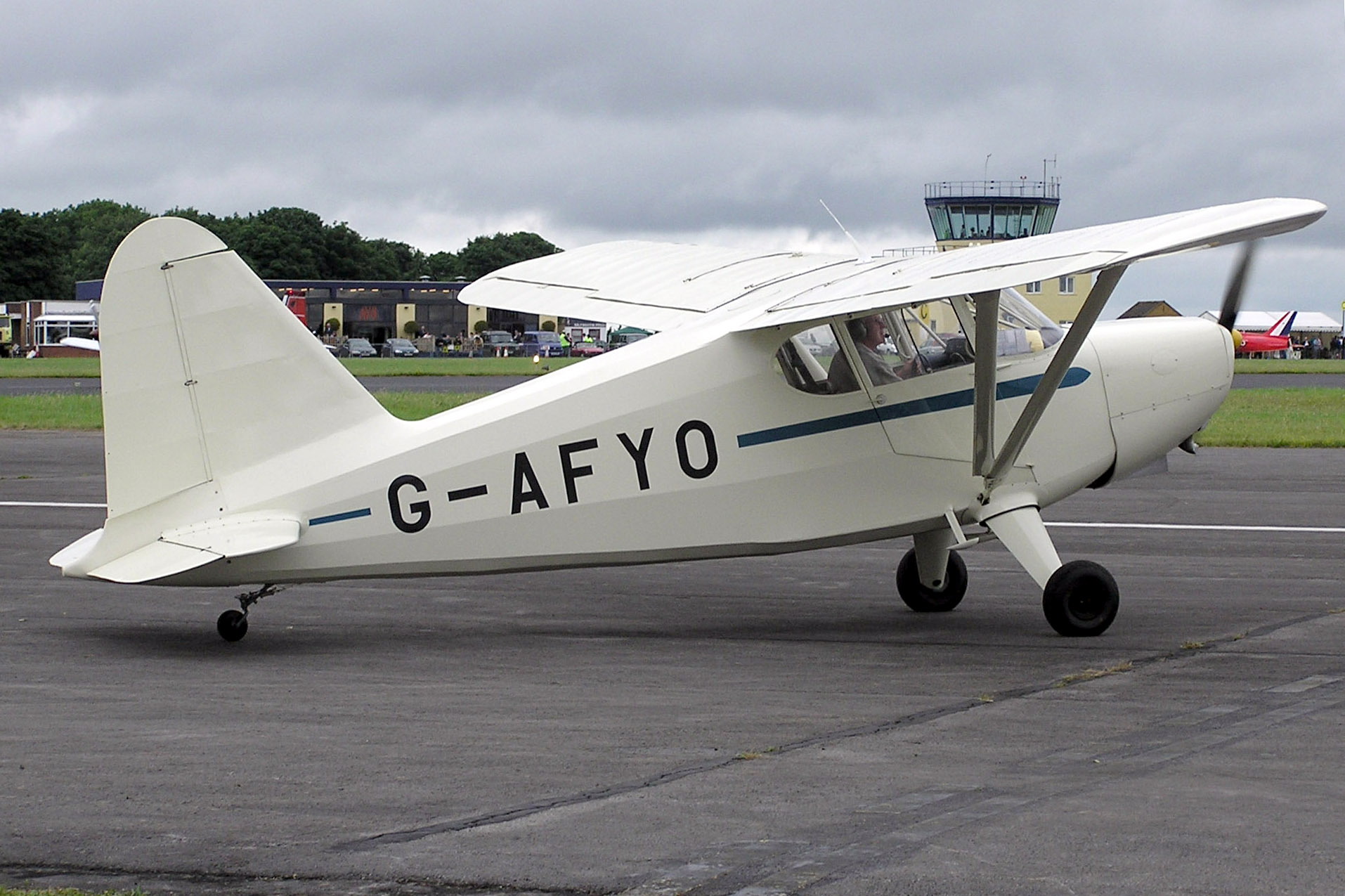
Um Stinson HW-75 de 1939 (também chamado de 105). Foram produzidas 535 aeronaves deste modelo (275 em 1939 e 260 em 1940)

A Stinson Aircraft Company foi uma fabricante de aeronaves que operou entre as décadas de 1920 e 1950 nos Estados Unidos.

## História
A Stinson Aircraft Company foi fundada em Dayton (Ohio) em 1920 pelo aviador Edward “Eddie” Stinson, irmão da aviadora Katherine Stinson. Após cinco anos, Stinson fez de Detroit o foco de seus futuros negócios. A comunidade de negócios de Detroit foi receptiva aos planos de Stinson. Um grupo local de empresários - o Comitê de Comércio de Aviação de Detroit - auxiliou nos planos de Stinson para estabelecer o Stinson Aircraft Syndicate em 1925 em um local a sudoeste de Detroit, onde hoje está localizado o Aeroporto Metropolitano de Detroit Wayne County, fornecendo também US$25.000 para desenvolver um novo monoplano; o SM-1 Detroiter fez seu primeiro voo em 25 de janeiro de 1926 e tornou-se um sucesso que permitiu que Stinson rapidamente obtivesse US$150.000 em capital público, incorporando a Stinson Aircraft Corporation em 4 de maio de 1926. Sempre um aviador, Eddie Stinson ainda voava como piloto acrobático, ganhando cerca de US$100.000 por ano - uma grande quantia na época. A Stinson Aircraft Corporation vendeu 10 SM-1 Detroiter em 1926. O negócio estava crescendo firmemente e Stinson entregou 121 aeronaves em 1929.
O magnata do negócio automobilístico Errett Lobban (E.L.) Cord adquiriu 60 por cento das ações da Stinson em setembro de 1929 e sua empresa (Cord Corporation) forneceu um investimento adicional para permitir que Stinson vendesse suas aeronaves a um preço competitivo, enquanto ainda desenhava novos projetos. Na altura da Grande Depressão em 1930, Stinson oferecia seis modelos de aeronaves, indo do Junior com quatro assentos ao avião comercial trimotor Stinson 6000.
Eddie Stinson não viveu para aproveitar o sucesso de sua empresa. Morreu em um acidente aéreo em Chicago em 26 de janeiro de 1932, durante uma viagem de negócios. Na época de sua morte, com 38 anos, Stinson havia acumulado mais de 16.000 horas de voo - mais do que qualquer outro piloto da época.
O nome Stinson não durou muito após o fim da Segunda Guerra Mundial. A morte de Eddie acelerou a assimilação da Stinson Aircraft Corporation em maiores empresas: primeiro pela Cord Corporation, depois pela AVCO e posteriormente pela Convair. Em 1948, a empresa de Stinson foi vendida para a Piper Aircraft, que continou a produzir o modelo 108 por um tempo limitado. A Piper transformou um projeto original da Stinson (o "Twin Stinson") no bem-sucedido Piper Apache, o primeiro avião da aviação geral moderno bimotor e construído inteiramente de metal.

## Aeronaves

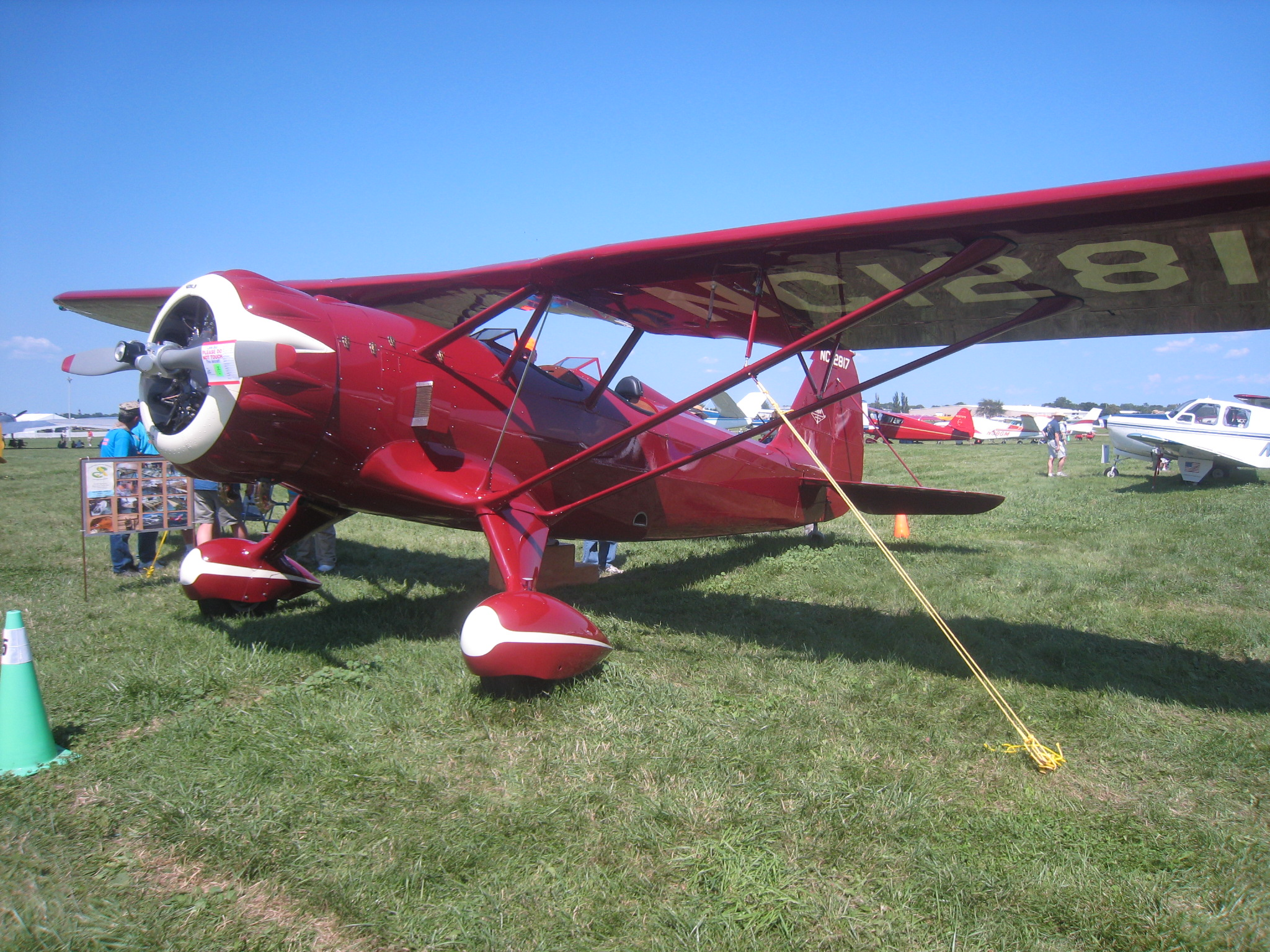
Stinson Model O

| Modelo                   | Primeiro voo | Quantidade produzida | Tipo                                               |
| ------------------------ | ------------ | -------------------- | -------------------------------------------------- |
| Stinson SB-1 Detroiter   |              | 26                   | Biplano monomotor                                  |
| Stinson SM-1             | 1926         | 71+                  | Monoplano monomotor                                |
| Stinson SM-2             | 1928         | ~27                  | Monoplano monomotor                                |
| Stinson SM-3             |              | 1                    | Monoplano monomotor                                |
| Stinson SM-4             |              | 1                    | Monoplano monomotor                                |
| Stinson SM-5             |              | 1                    | Monoplano monomotor                                |
| Stinson SM-6             |              | 12                   | Monoplano monomotor                                |
| Stinson SM-7             |              | 16                   | Monoplano monomotor                                |
| Stinson SM-8             |              | ~300                 | Monoplano monomotor                                |
| Stinson SM-9             |              | 1                    | Hidroavião monoplano bimotor                       |
| Stinson SM-6000 Airliner |              | 53 + 24              | Avião comercial monoplano trimotor                 |
| Stinson Model W          |              | 5                    | Monoplano monomotor                                |
| Stinson Model R          | 1931         | 39                   | Monoplano monomotor                                |
| Stinson Model O          | 1933         | 9                    | Monoplano monomotor com cabine de pilotagem aberta |
| Stinson SR               | 1933         | 1.327                | Monoplano monomotor                                |
| Stinson Model A          | 1934         | 31                   | Avião comercial monoplano trimotor                 |
| Stinson 105 Voyager      | 1939         | 1.052                | Monoplano monomotor                                |
| Stinson Model 74         | 1940         | 324                  | Monoplano monomotor de ligação                     |
| Stinson V-76 Sentinel    | 1941         | 3.896+               | Monoplano monomotor de ligação                     |
| Stinson 108              | 1944         | 5.260                | Monoplano monomotor                                |
| Stinson L-13             | 1945         | 2                    | Monoplano monomotor de ligação                     |